# المعدن (قرية)
المعدن قرية سعودية تقع جنوب محافظة الطائف بمنطقة مكة المكرمة، غربي المملكة العربية السعودية. عرفت القرية قديما بالصناعات الحجرية، حيث عثر فيها على أوانٍ وأدوات مصنوعة من الحجر الصابوني.